# Klingenbach
Klingenbach (kroatiska: Klimpuh, ungerska: Kelénpatak) är en ort och kommun i Österrike. Den ligger i distriktet Eisenstadt-Umgebung i förbundslandet Burgenland, i den östra delen av landet, 50 km söder om huvudstaden Wien. Antalet invånare år 2023 är 1 280. Kommunen gränsar i söder till Ungern och det är cirka 10 kilometer till den ungerska staden Sopron.